# Rolls-Royce Limited
Rolls-Royce Limited was een Britse producent van auto's en vliegtuigmotoren. Het bedrijf ontstond in 1906 en ging in 1971 failliet als gevolg van torenhoge ontwikkelingskosten voor de RB211-turbofan. Dat leidde tot de nationalisering van de onderneming en in 1973 werd de autodivisie afgesplitst als Rolls-Royce Motors. Rolls-Royce Limited zelf werd in 1987 weer geprivatiseerd onder de naam Rolls-Royce plc.

## Voorgeschiedenis
Henry Royce werd in 1863 geboren en bracht zijn leertijd door bij de spoorwegen. Na diverse baantjes besloot hij in 1884 zijn eigen bedrijf op te zetten. Onder moeilijke omstandigheden bouwde Royce door ijver en doorzettingsvermogen een elektrische werkplaats op. In 1903 kocht hij een gebruikte Decauville, maar deze auto beviel hem zo slecht dat hij besloot zelf een goed gebouwde auto te construeren. Deze eerste Royce uit 1904 was zo volmaakt dat Charles Rolls de verkoop op zich nam onder de naam: Rolls-Royce.
Rolls en Royce hadden elkaar op 4 mei 1904 ontmoet in het Midland Hotel in Manchester. Royce streefde als technicus naar mechanische perfectie; Rolls was een drieste pionier in de auto- en vliegsport. Hun verschillende temperamenten werden samengehouden door de uitstekende organisatie van Claude Johnson. Beiden gingen een overeenkomst aan waarin Royce auto's zou bouwen, die dan exclusief door Rolls werden verkocht. Een clausule bepaalde dat de auto's de naam Rolls-Royce zouden krijgen. De eerste auto van beiden was de Rolls-Royce 10 HP.

## Geschiedenis
Rolls-Royce Limited werd op 15 maart 1906 opgericht en verhuisde in 1908 naar Derby. De reputatie van de autobouwer inzake kwaliteit werd in 1906 ingezet met de 40/50 HP Silver Ghost. Van deze 6-cilinder werden tot 1925 6173 exemplaren gebouwd. In 1921 opende het bedrijf een tweede fabriek in Springfield (Massachusetts), waar 1701 Springfield Ghosts werden gebouwd. In 1931 sloot die fabriek alweer. In datzelfde jaar nam Rolls-Royce ook concurrent Bentley over, die vanwege de Grote Depressie in financiële moeilijkheden verkeerde. Sindsdien tot 2002 waren Rolls-Royces en Bentleys vaak nagenoeg identiek.
In 1946 verhuisde de autoproductie naar Crewe. In 1959 werd H. J. Mulliner & Co. uit Londen overgenomen. Dat bedrijf had tot dan steeds koetswerken gebouwd voor Rolls-Royce, dat enkel chassis met motor leverde. Vanaf toen bouwde Rolls-Royce zijn koetswerken grotendeels zelf.

### Automodellen
De opvolger van de Silver Ghost, de Rolls-Royce Phantom I, werd van 1925 tot 1929 gefabriceerd. Daarna volgden de Phantom II van 1929-1936 en -III van 1936 tot 1939. De Twenty was een kleine, goedkopere Rolls-Royce, in 1922 gepresenteerd en later met een iets grotere motor geleverd als 20/25 en als 25/30. Vanaf dan voerde Rolls-Royce een tweemodellenbeleid, dat inhield dat steeds een goedkoper en een duurder model te verkrijgen waren. The best car in the world houdt mechanisch geen gedurfde originaliteit in, maar wel een onovertroffen afwerking tot in de details. (Dezelfde kenmerken vormen de achtergrond van de omvangrijke productie van vliegtuigmotoren in deze fabriek.)
De vanaf 1946 geleverde 6-cilindermodellen Silver Wraith en Silver Dawn, alsmede de in 1950 ingevoerde Phantom VI met achterin gebouwde 8-cilindermotor, werden in 1959 vervangen door de V8-serie Silver Cloud II (6230 cc), waarvan het type met langste chassis Phantom V heet. De rode letters op de radiator werden in 1933 om esthetische redenen veranderd in zwarte, maar deze verandering werd tevens gebruikt om de dood van sir Henry Royce te memoreren.

### Vliegtuigmotoren
In 1914 bouwde Rolls-Royce zijn eerste vliegtuigmotor, de Rolls-Royce Eagle. Tijdens de Eerste Wereldoorlog had ongeveer de helft van de geallieerde vliegtuigen een Rolls-Roycemotor. In de jaren twintig werd de vliegtuigmotorendivisie het belangrijkste bedrijfsonderdeel. De Rolls-Royce Merlin was het laatste ontwerp van de hand van Henry Royce en geldt als een Brits icoon. Deze motor kwam uit in 1935, twee jaar na Royces dood. Deze krachtige V-12 was de krachtbron van vele geallieerde vliegtuigen tijdens de Tweede Wereldoorlog, met name de jachtvliegtuigen Supermarine Spitfire, Hawker Hurricane en de viermotorige bommenwerper Avro Lancaster. De motor werd ook in licentie gebouwd door Packard in de Verenigde Staten ten behoeve van de North American P-51 Mustang. De versies waarmee de Slag om Engeland werd gestreden leverden ruim 1000 pk; aan het einde van de oorlog was er een doorontwikkelde Merlin beschikbaar met onder andere tweetrapscompressor die het dubbele vermogen leverde.Er werden uiteindelijk bijna 150.000 Merlins geproduceerd.
Na de oorlog boekte Rolls-Royce veel vooruitgang met turbopropmotoren. In de jaren vijftig en zestig rationaliseerde de Britse vliegtuigindustrie sterk, wat leidde tot fusie met Bristol Siddeley in 1966.

## Nationalisering
Vooral de hoog uitvallende ontwikkelingskosten van de RB211-turbofan leidden in 1971, na verschillende overheidssubsidies, tot het faillissement van het Rolls-Royce Limited. Het bedrijf werd genationaliseerd en in 1973 opgesplitst. De autodivisie werd Rolls-Royce Motors, de vliegtuigmotorendivisie ging alleen verder en werd in 1987 weer geprivatiseerd onder de naam Rolls-Royce plc.

## Afbeeldingen

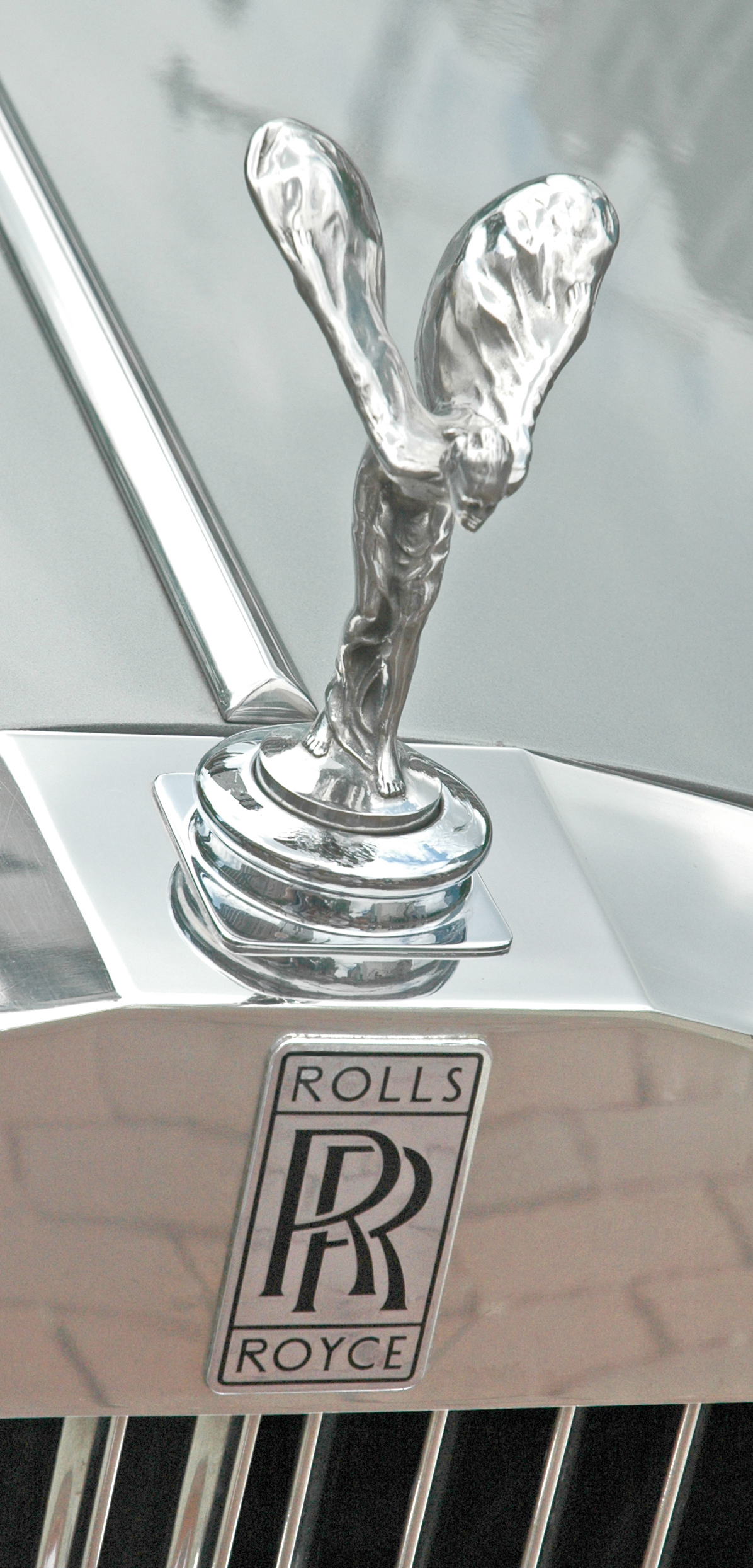
Rolls-Royce Spirit of Ecstasy-ornament en logo
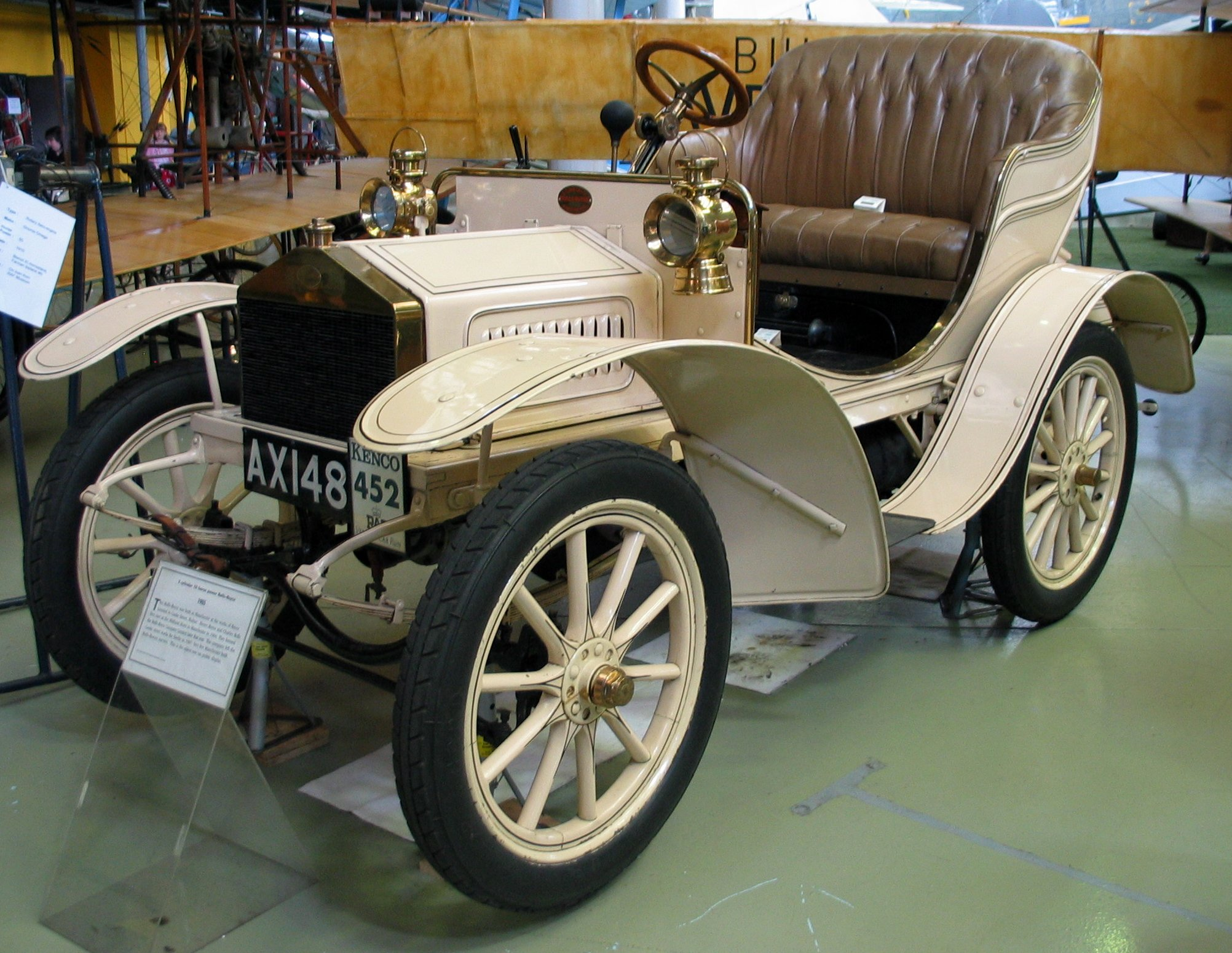
Rolls-Royce 10 HP uit 1905
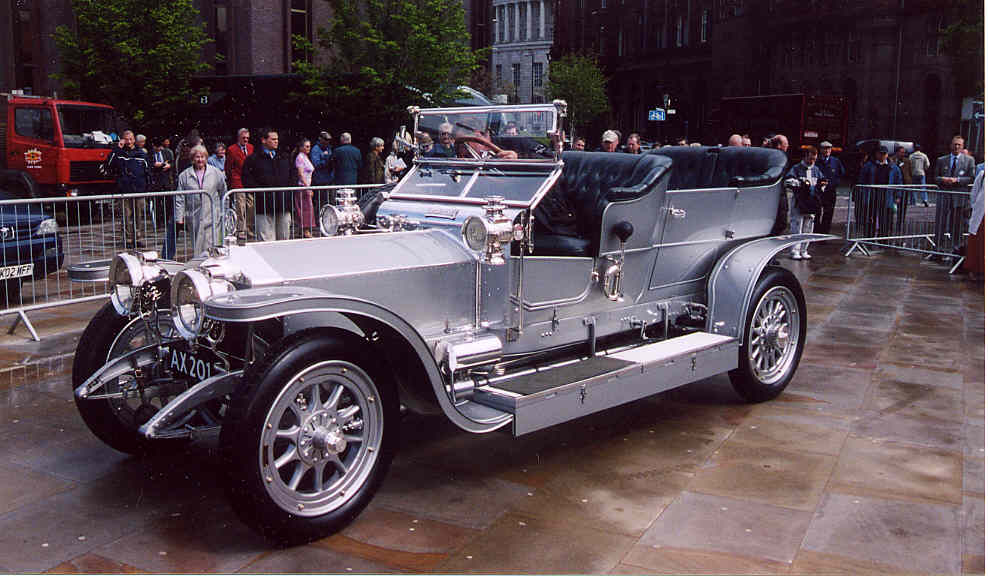
Rolls-Royce Silver Ghost.
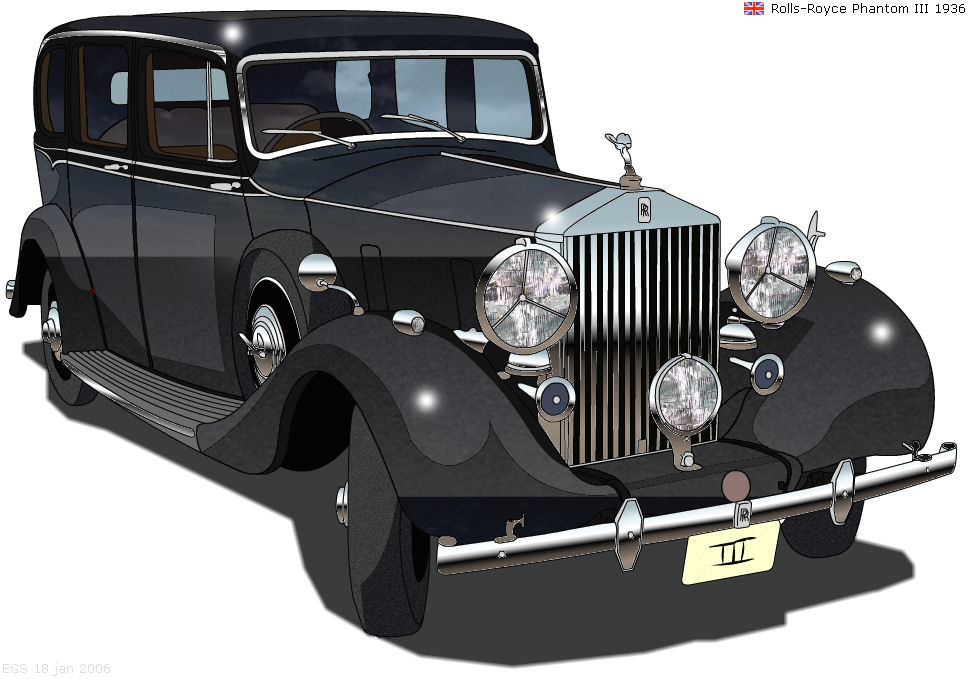
Rolls-Royce Phantom III uit 1936.
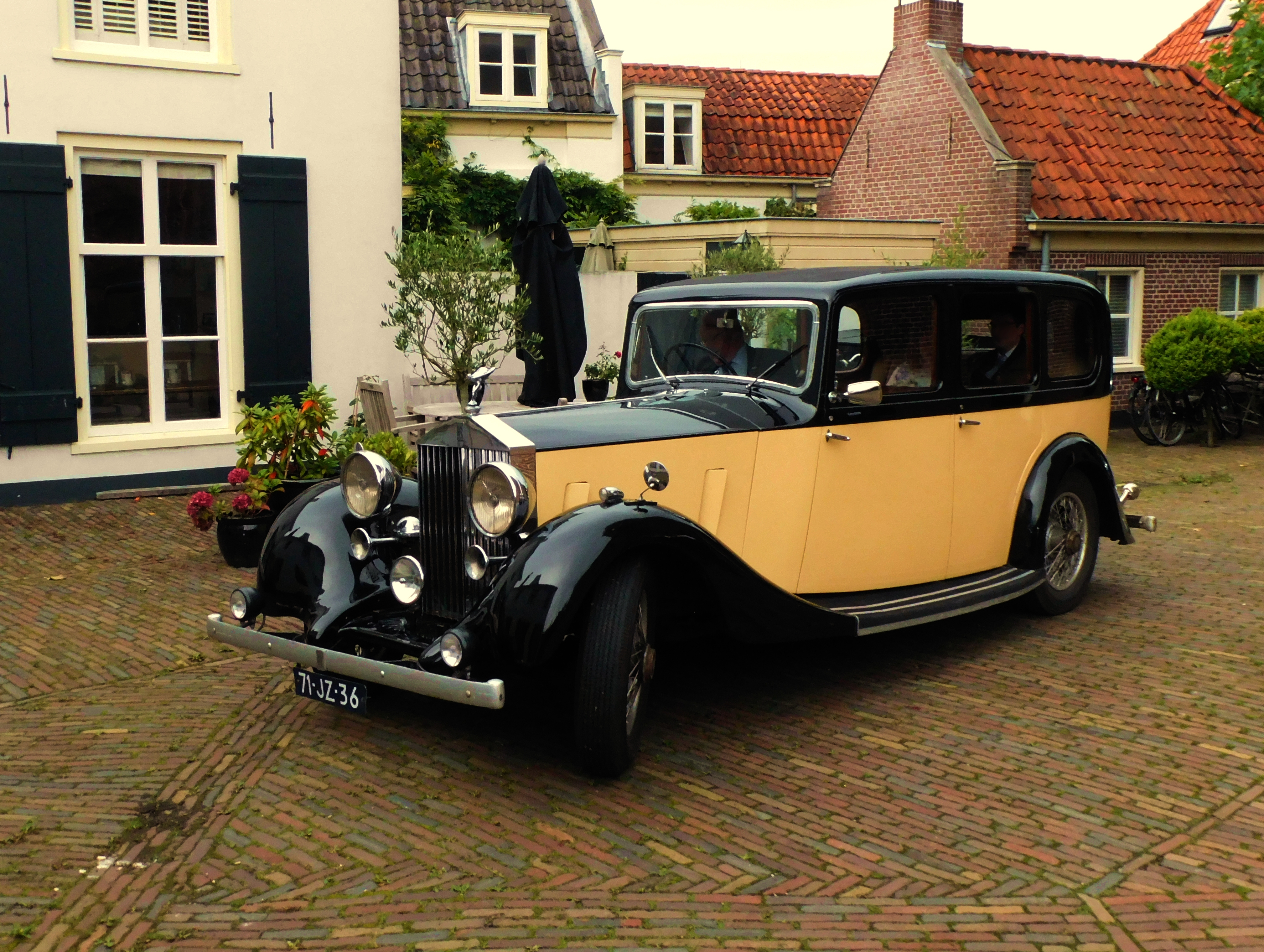
Rolls-Royce Wraith type 25-30, bouwjaar 1938
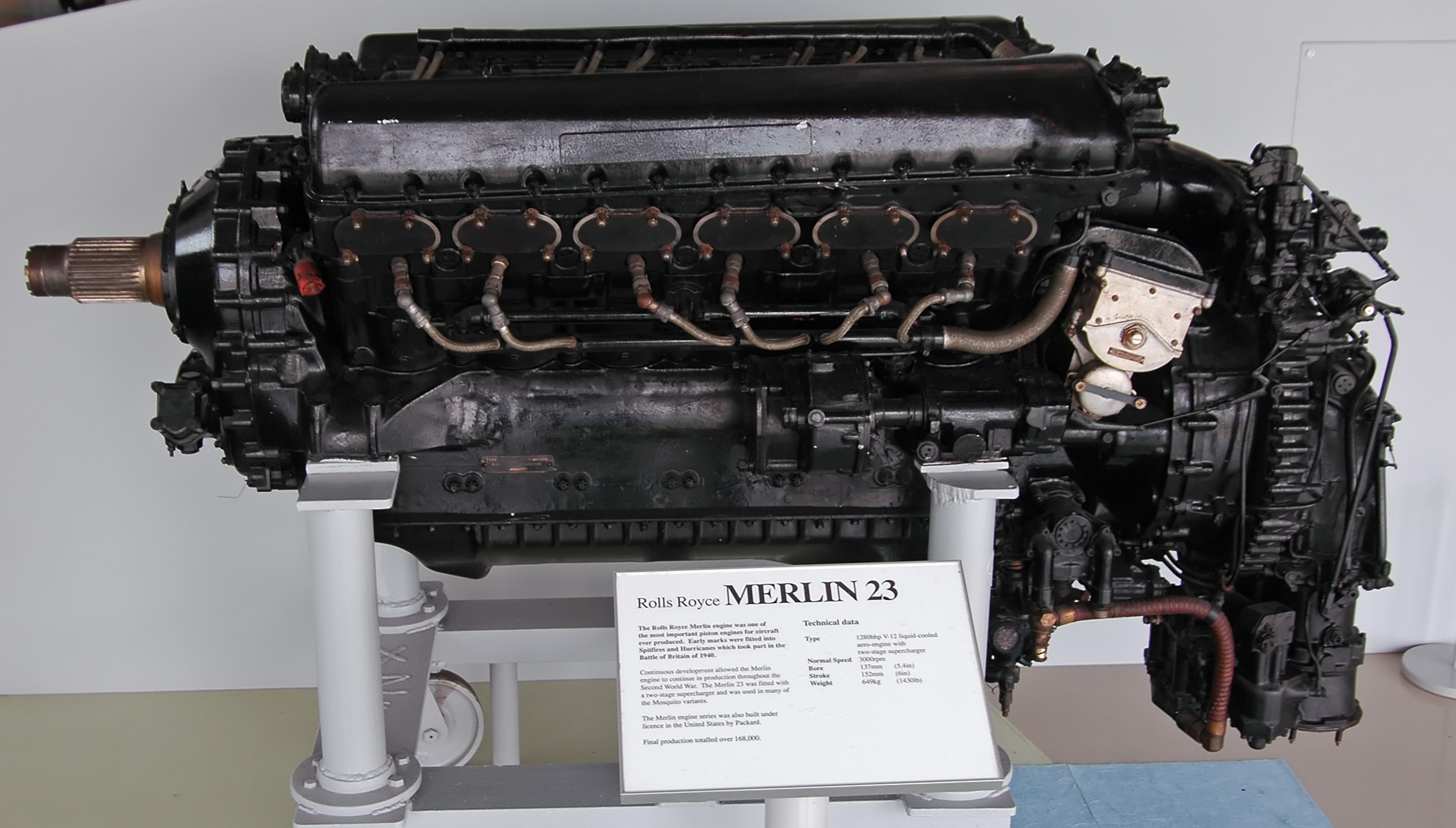
Rolls-Royce Merlin, een vloeistofgekoelde V-12 vliegtuigzuigermotor
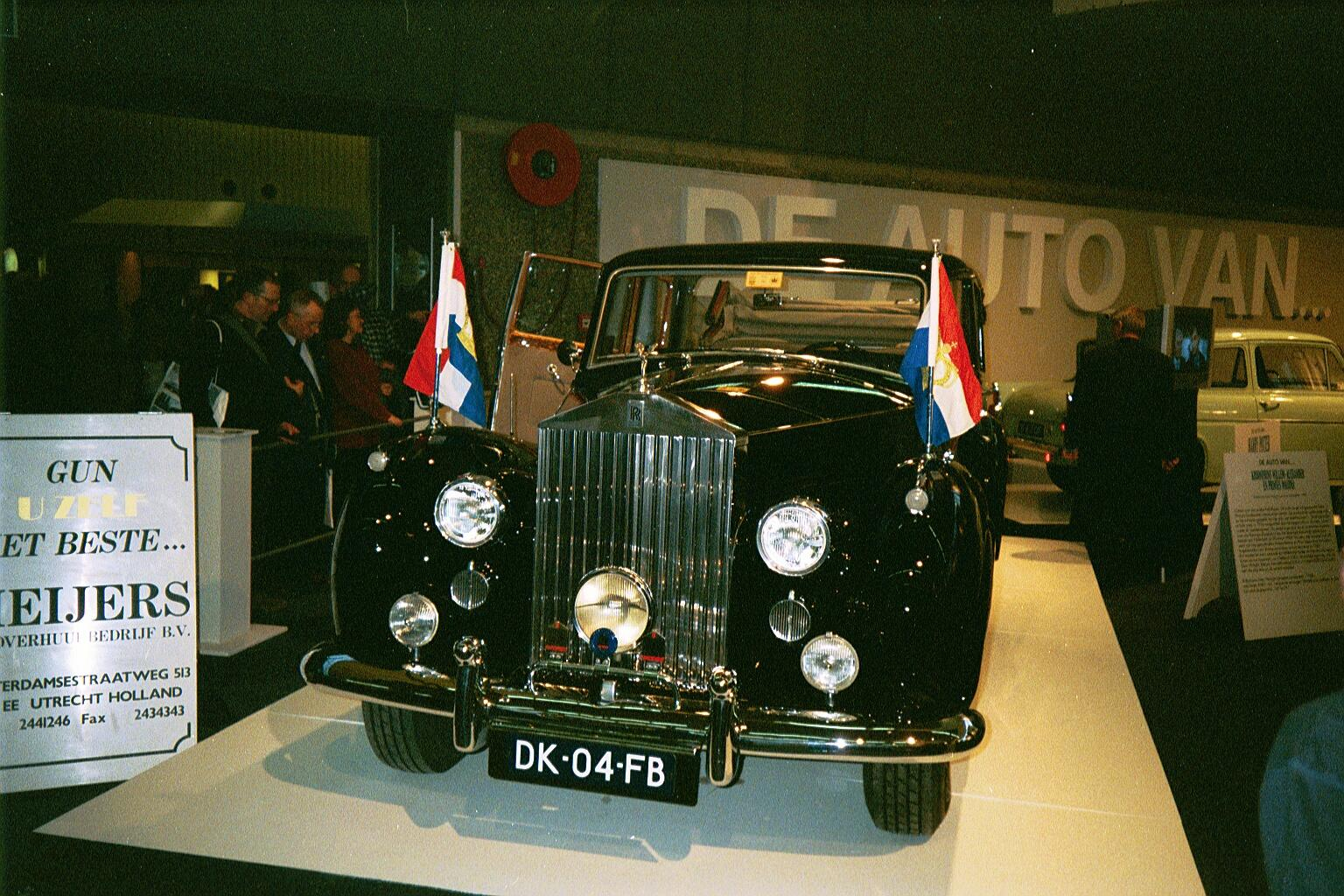
Rolls-Royce waarmee prins Willem-Alexander en Máxima Zorreguieta bij gelegenheid van hun huwelijk werden gereden.

Huidige modellen:
Ghost ·
Spectre ·
Phantom VIII ·
Cullinan

Recente modellen:
Wraith ·
Dawn ·
Phantom VII · 
Silver Seraph ·
Corniche 2000 ·
Phantom Coupé ·
Phantom Drophead Coupé

Historische modellen na de Tweede Wereldoorlog:
Silver Wraith ·
Silver Dawn ·
Phantom IV ·
Phantom V ·
Phantom VI ·
Silver Cloud ·
Silver Shadow ·
Corniche I-IV ·
Silver Spirit/Silver Spur I-IV ·
Camargue

Historische modellen voor de Tweede Wereldoorlog:
10 HP ·
Silver Ghost ·
20/25/30 HP ·
Phantom I ·
Phantom II ·
Phantom III ·
Wraith

Conceptauto's:
100EX ·
101EX ·
200EX
- Bibliothèque nationale de France: cb121130534 (data)
- International Standard Name Identifier: 0000 0001 2160 1540
- Library of Congress Control Number: n79025802
- Nationale Bibliotheek van Tsjechië: kn20080429003
- Nationale Bibliotheek van Israël: 987007428148905171
- Virtual International Authority File: 132202495